# Xã Marcus, Quận Cherokee, Iowa
Xã Marcus (tiếng Anh: Marcus Township) là một xã thuộc quận Cherokee, tiểu bang Iowa, Hoa Kỳ. Năm 2010, dân số của xã này là 764 người.